# Naar de honden
 Naar de honden   is een vertaalde roman van Helle Helle uit 2009, met de Deense titel: Ned til hundene. 

## Verhaal
Een anonieme schrijfster is doelloos heen en weer gereden met een lijnbus en belandt op een bankje ergens aan de kust van  Seeland. Ze wordt meegenomen door het echtpaar John en Putte, die elkaar ooit bij de padvinderij hebben ontmoet. Zo wordt ze deel van een piepkleine dorpsgemeenschap waar iedereen iedereen kent. Bij het echtpaar  thuis mag ze beneden op de bank slapen en ze noemen haar ‘Bente’.
Bente raakt betrokken bij de dagelijkse routine van John en Putte, die allebei nog lijden onder een  whiplash na een auto-ongeluk. Ze leert de andere dorpsbewoners kennen zoals Elly, die fanatiek in de lotto speelt. Ook de broer van Putte, Ibber, die door zijn vriendin is verlaten, komt geregeld langs. Zij zorgen voor de honden van de oom van Putte, die wegens een pijnlijk been tijdelijk in het ziekenhuis is opgenomen.
Tijdens het verblijf van Bente krijgt John een autoportier tegen zijn fiets, en hij verdwijnt voor enige dagen in het ziekenhuis. Putte gaat met hem mee en Bente blijft alleen in hun huis achter. Ze verzorgt de honden en laat zich lichamelijk in met Ibber. 
‘Bente’ overdenkt in alle rust het afgelopen jaar. Hoe ze ontsnapte aan haar vaste vriend, de huisarts Bjørnvig. Laatstgenoemde hielp zijn assistente Gitte met het schrijven van haar eerste boek, terwijl Bente al maanden lusteloos thuis zat met een schrijversblok. Na een lezing te hebben gegeven bij de plaatselijke boekenclub neemt ze de bus en verdwijnt met rolkoffer richting kust met als motief de overweging: ”Het was alsof ik er altijd naar uitkeek alles achter de rug te hebben."
Na een paar dagen keren John en Putte terug naar huis. Bente blijft de honden verzorgen, maar raakt het fluitje kwijt, waardoor ze hen niet meer kan terugroepen en opsluiten in hun hok. Ze vindt wel het ontbrekende lottoformulier, dat John was kwijtgeraakt en weet het vlak voor tijd nog te registreren. Elly spreekt John er later fel op aan, omdat er 274000  kronen op was gevallen en dit het enige formulier is dat niet door John was geregistreerd. In de supermarkt, kilometers verderop, hoort Bente van HET ongeluk, dat alle dorpelingen verbindt en Katrine, de vriendin van Ibber, heeft doen vluchten. Als Bente terugkomt bij Putte vraagt die haar of ze de telefoon wil beantwoorden. Terwijl Bente Putte de ontbrekende kwitantie van het winnende lottoformulier geeft, blijft het lot van de telefoon onduidelijk.